# Blechnum puniceum
Blechnum puniceum là một loài dương xỉ trong họ Blechnaceae. Loài này được T.C.Chambers, P.J.Edwards & R.J.Johns mô tả khoa học đầu tiên năm 2006.
Danh pháp khoa học của loài này chưa được làm sáng tỏ. 